# Engels teater
Engels teater var en historisk teater i Helsingfors i Finland mellan 1827 och 1860. Det var den första teatern i Helsingfors, och den andra i Finland efter Bonuviers teater i Åbo. Den är också känd som Esplanadteatern. 

## Historik
Det var en liten träbyggnad i hörnet av Mikaelsgatan och Esplanaden designad av Carl Ludvig Engel. Teatern hade ingen fast personal, utan användes av turnerande teatersällskap. Ofta var dessa tyska, på väg till eller från Sankt Petersburg, eller svenska.  Innan teaterbyggnaden färdigställdes spelade de teater i anspråkslösa förhållanden. 
Teatern hade ungefär 400 sittplatser och 6-7 ståplatser. Sittplatserna fanns på parkett och på två balkonger. PÅ 1840-talet gjordes ombyggnader av salongen för att utöka antalet sittplatser. 
Teatern invigdes av Johann Arnold Schultz' tyska teatersällskap 1827. Johann Arnold Schultz rivaliserade sedan länge om byggnaden med Carl Wildner och Carl Wilhelm Westerlund. Edvard Stjernström hyrde Esplanadteatern för hela spelsäsongen under treårsperioden 1850–1853, liksom också Otto Andersson 1856–1859. Även opera spelades i lokalen, och Hornicke & Reithmeyers tuska operasällskap gästspelade i Helsingfors med sin tyskspråkiga opera under åren 1839–1844. 
Bland teaterns mer exceptionella händelser räknas Finska flickan eller Hittebarnet på kyrkogården, en bearbetning av C. A. F. Berggren, som uppfördes av Carl Wilhelm Westerlunds teatersällskap den 8 februari 1833, och där Maria Silfvan sjöng några kupletter på finska språket. Detta var förmodligen första gången det finska språket talades på en scen i Finland, decennier innan Charlotte Raa-Winterhjelm 1869 i Aleksis Kivis Lea. 
Engels teaterbyggnad ansågs snart för liten. Den byggdes ut och renoverades 1849. Den 28 november 1860 ersattes den av Svenska Teatern i Helsingfors. Träteatern såldes på auktion 1860 och återuppfördes i villaområdet Arkadia: den kallades därefter för Arkadiateatern. Arkadiateatern fortsatte att användas av kringresande sällskap, bland dem de som tillhörde Johan Peter Roos, Frans Ferdinand Novander, Carl Otto Lindmark, Johan Petter Nyman och August Westermarck. Byggnaden användes som konsertlokal, som lokal för Finlands nationalteater 1873-1902, och sedan Folkteatern innan den 1907 dömdes ut.